# Obélisques de Rome

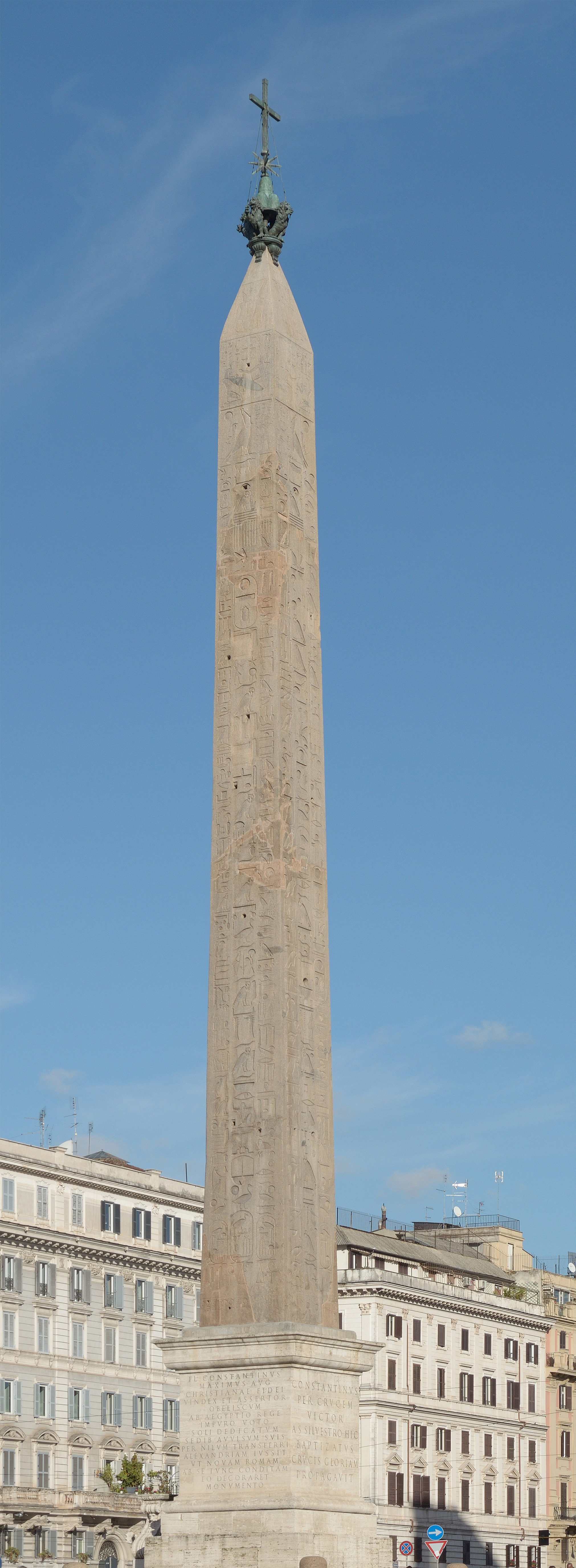
L'obélisque du Latran après la restauration, achevée en 2008

Rome est la ville qui conserve le plus grand nombre d'obélisques au monde. Ces monuments, en grande partie d'origine égyptienne, ont été transportés dans la capitale de l'Empire romain du temps d'Auguste, après la conquête de l'Égypte à la suite de la bataille d'Actium de 31 av. J.-C. Dans quelques cas, avec le même granite que celui utilisé par les Égyptiens, on a fabriqué des obélisques directement à l'époque romaine : les monolithes sont toutefois restés privés d'inscriptions, ou alors copiaient, avec des erreurs, les hiéroglyphes des modèles de l'époque pharaonique.
Les obélisques égyptiens utilisés à l'époque impériale ont été de nouveau érigés dans la Rome pontificale, à commencer par le pape Sixte V, en tant que points visuels de référence de la ville, reflet de la puissance de l'Église, devenant une caractéristique urbaine de la cité, repris même à l'ère moderne, avec de nouvelles formes. Rome possédait aussi l'obélisque d'Axoum, non pas égyptien, mais éthiopien, ramené par Mussolini dans les années 1930, et qui a été restitué à l'Éthiopie en 2005.

## Les treize obélisques antiques

### Obélisques de SixteV

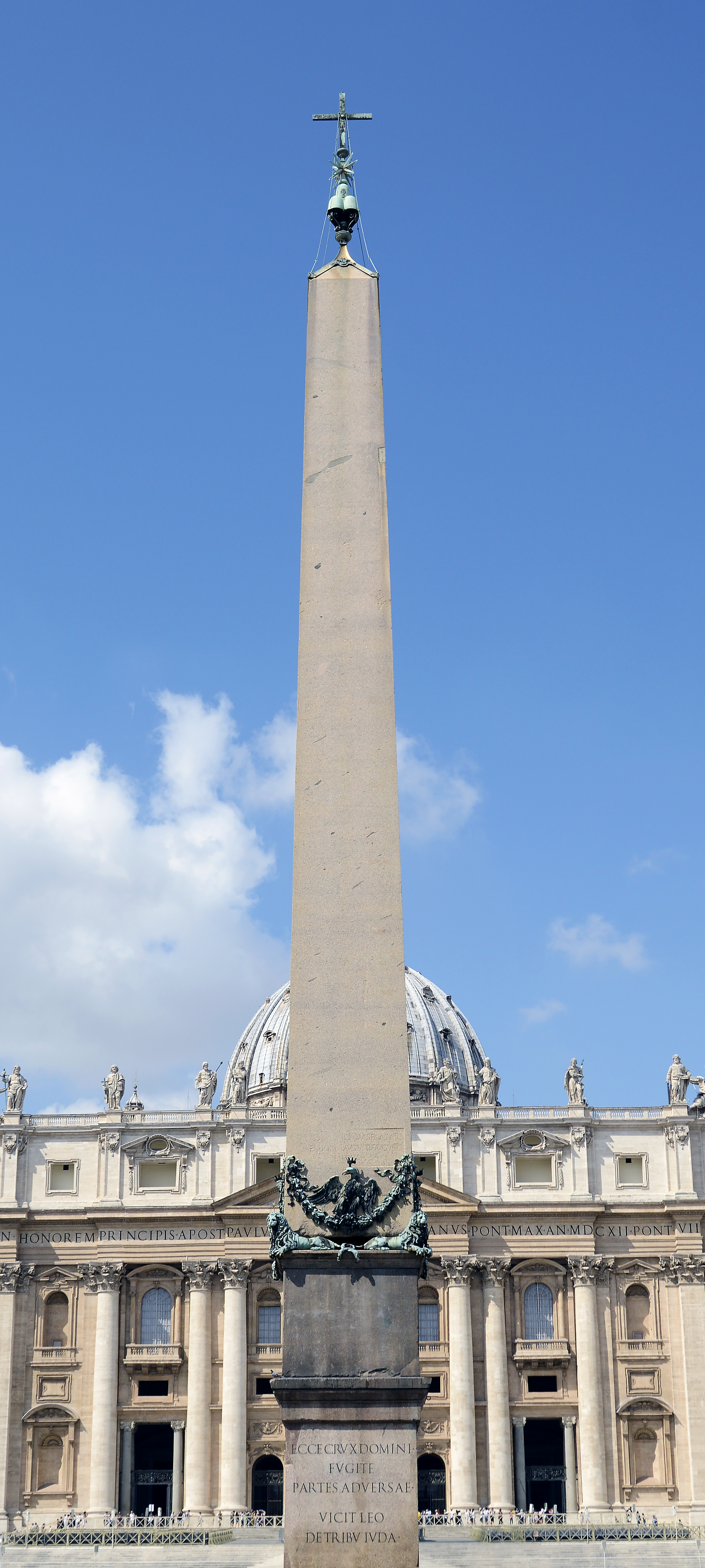
L'obélisque du Vatican

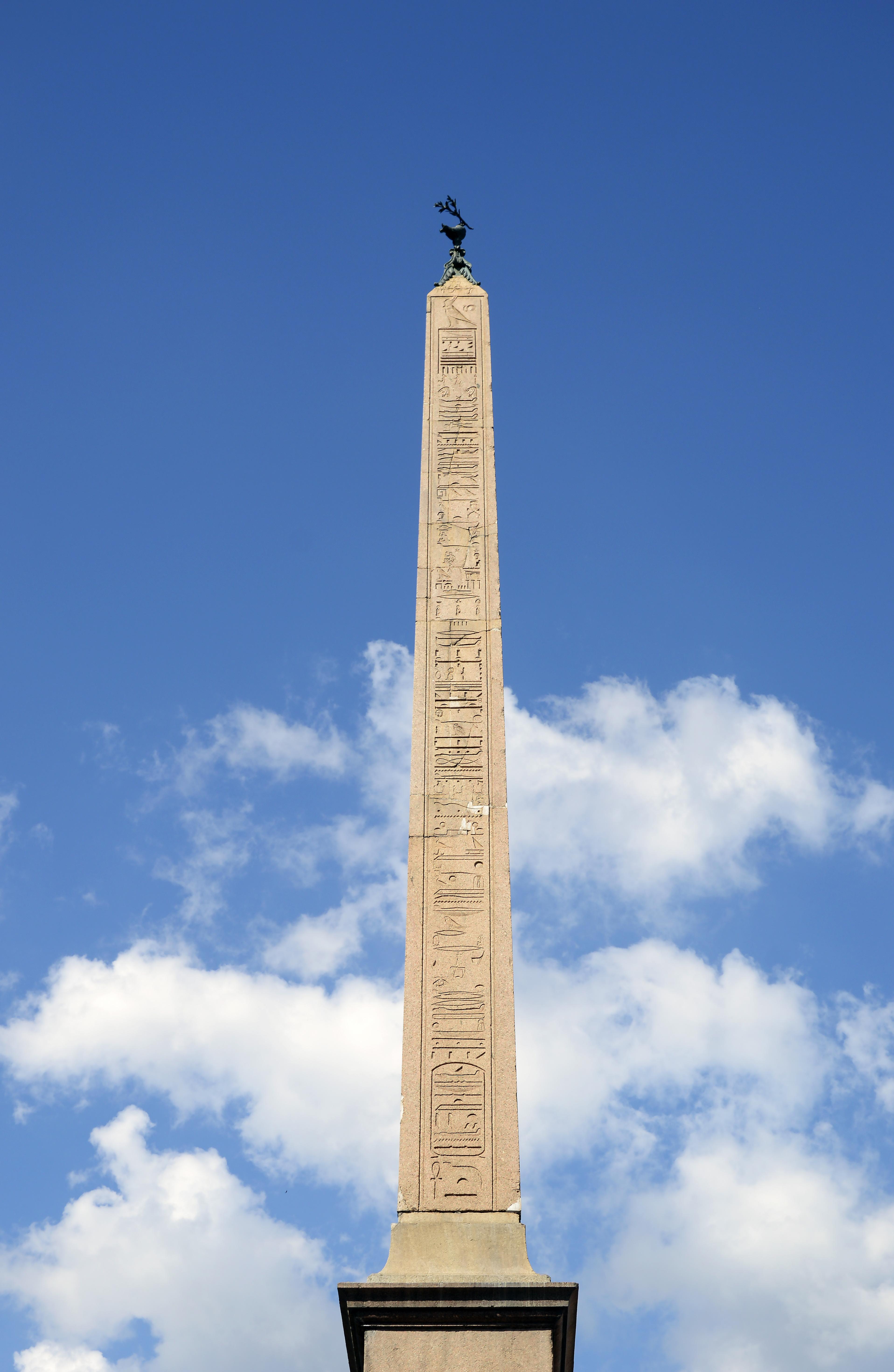
L'obélisque de la piazza Navona

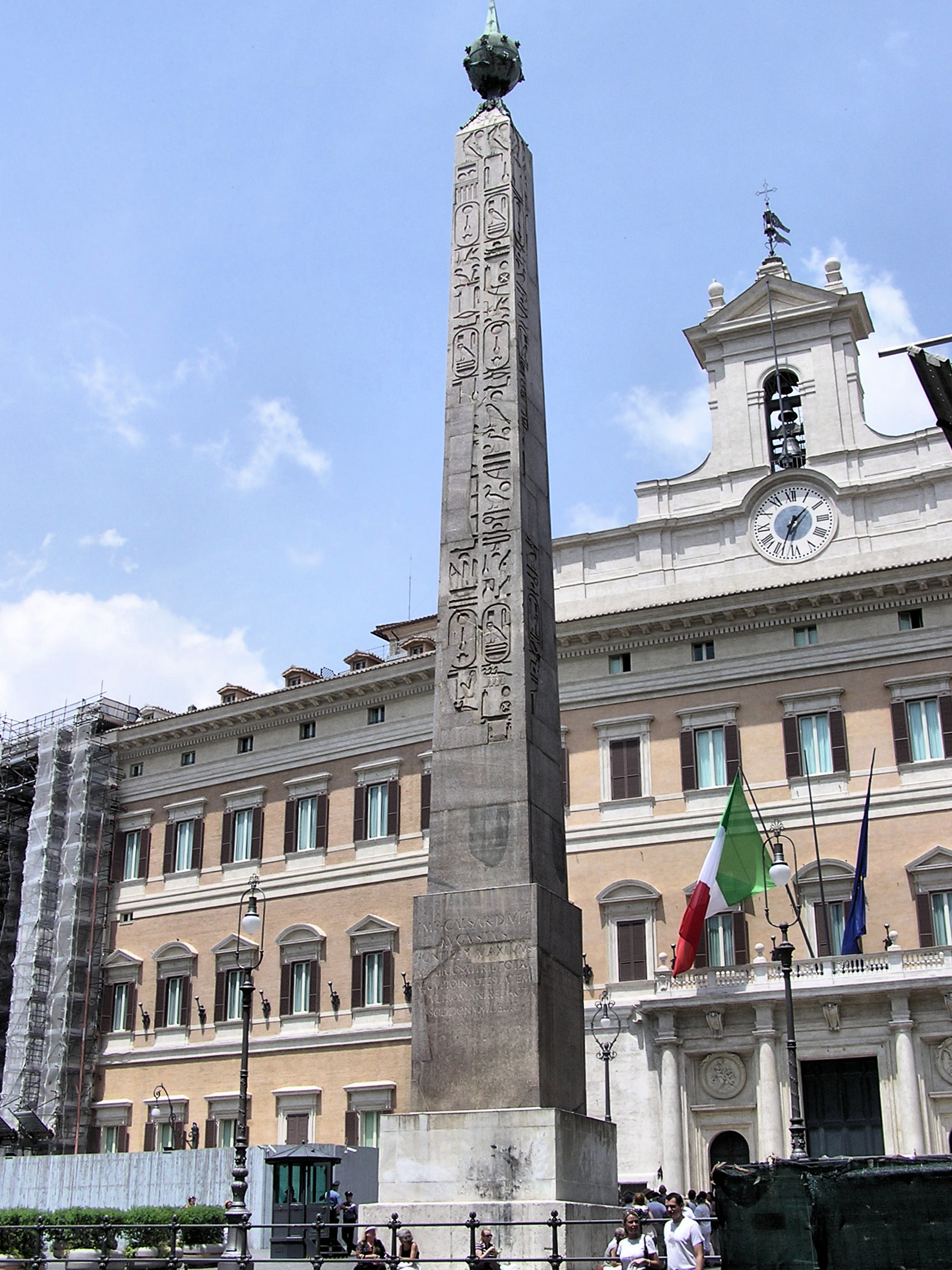
L'obélisque de Montecitorio

Sixte V a programmé le repositionnement des obélisques antiques, sur des emplacements choisis, afin d'affirmer la puissance de l'Église et de la papauté. L'architecte Domenico Fontana était le responsable de la réinstallation de tous les obélisques.

#### Obélisque du Vatican
L'obélisque du Vatican (place Saint-Pierre), d'une hauteur de 25,5 mètres, est d'origine égyptienne (Héliopolis), et sans hiéroglyphes ; déménagé à Alexandrie, en Égypte, il a été plus tard porté à Rome par Caligula en 40 et placé sur la spina du Cirque de Néron. Il est resté dans cette position à côté de l'ancienne basilique de Saint-Pierre et est le seul obélisque de Rome qui ne soit jamais tombé. Il a été déplacé et positionné au centre de la place Saint Pierre le 10 septembre 1586, étant ainsi le premier des quatre que Sixte V a fait réinstaller.

#### Obélisque de l'Esquilin
L'obélisque de l'Esquilin (place de l'Esquilin), d'une hauteur de 14,75 mètres, a été construit probablement à l'époque de l'empereur Domitien, à l'imitation des obélisques égyptiens, et placé près de l'obélisque du Quirinal à l'entrée du Mausolée d'Auguste. Il a été retrouvé en 1527 et érigé ici en 1587, toujours sur ordre du pape Sixte V et par Domenico Fontana, en face de l'abside de Santa Maria Maggiore.

#### Obélisque du Latran
L'obélisque du Latran (piazza San Giovanni in Laterano) a une hauteur de 32,18 m. C'est le plus haut de tous les obélisques antiques du monde. Il a été réalisé à l'époque des pharaons Thoutmôsis III et Thoutmôsis IV et provient du temple d'Amon à Thèbes (Karnak) en Égypte. Il a été porté à Rome par l'empereur Constance II en 357 et érigé sur la spina du Circus Maximus, où se trouvait déjà l'obélisque Flaminio. Il a été trouvé en trois morceaux en 1587, et érigé en 1588, pas en face de la perspective de la basilique, mais en correspondance avec la Loggia des bénédictions du palais du Latran, point final du segment de route constitué par la via Merulana - ouverte par Sixte V, dans la continuité de point de vue avec la basilique de Santa Maria Maggiore.

#### Obélisque Flaminio
L'obélisque Flaminio (piazza del Popolo) mesure 25,90 mètres et a été construit sous l'Égypte de Ramsès II ; il fut amené à Rome en 10 par Auguste et placé sur la spina du Circus Maximus. Il a été retrouvé en 1587, et érigé par Domenico Fontana, en 1589.

### Obélisque du pape InnocentX

#### Obélisque Agonale
L'obélisque Agonale (piazza Navona) fait partie de la fontaine des Quatre-Fleuves, et mesure 16,53 mètres. Réalisé à l'époque de l'empereur Domitien, à l'imitation des modèles égyptiens, en en copiant les hiéroglyphes, il a été placé à Albano; en 311.  L'empereur Maxence l'avait fait déplacer dans le cirque de la villa du même nom, sur la via Appia antica. En 1651, le pape Innocent X l'a fait récupérer et l'architecte Le Bernin l'a placé sur la fontaine au centre de la piazza Navona.

### Obélisque de PieVI

#### Obélisque du Quirinal
L'obélisque du Quirinal (place du Quirinal) est une partie de la fontaine des Dioscures et mesure 14,63 mètres. Jumeau de l'obélisque de l'Esquilin, il a été trouvé dans les fondations de l'Hôpital de San Rocco a Ripetta, lors de la démolition de l'ancien bâtiment. Il a été reconstruit à entre 1772 et 1776. L'obélisque a été érigé sur la place en 1786, à la demande du pape Pie VI.

#### Obélisque Sallustiano
L'obélisque Sallustiano (piazza Trinità dei Monti) mesure 13,91 mètres, il a été construit à l'époque romaine, en copiant les hiéroglyphes des pharaons Séthi Ier et Ramsès II ; il décorait les Jardins de Salluste, d'où son nom. Offert en 1783 au pape Clément XII, par les Ludovisi, il a ensuite été érigé devant l'église de la Trinité des Monts, en haut de l'escalier qui monte à la place d'Espagne (1789).

#### Obélisque du Montecitorio
L'obélisque du Montecitorio (piazza Montecitorio) a une hauteur de trente mètres. Il a été construit à l'époque du pharaon Psammétique II de la XXVIe dynastie et placé dans la ville d'Héliopolis en Égypte ; il a été porté à Rome en 10 par Auguste, en collaboration avec son jumeau l'obélisque Flaminio. Il a été placé comme gnomon de l'Horloge d'Auguste au Campus Martius. Il s'est écroulé à la suite d'un incendie, a été replacé ici par le pape Pie VI en 1792.

### Autres obélisques

#### Obélisque de la Minerve
L'obélisque de la Minerve (place de la Minerve) est arrivé à Rome avec l'obélisque du Panthéon et celui de Dogali. Il a été trouvé en 1665 près du monastère attaché à Santa Maria Sopra Minerva et est resté en face de l'église ; en 1667, à la demande du pape Alexandre VII, selon un plan conçu par Gian Lorenzo Bernini, avec la sculpture de l'éléphanteau comme base.

#### Obélisque du Panthéon
L'obélisque du Panthéon (piazza della Rotonda) a été érigé à l'époque de Ramsès II et transporté à Rome par Domitien, il l'a placé comme une décoration du temple d'Isis (temple dédié à la divinité égyptienne Isis) avec l'obélisque de la Minerve, et celui de Dogali. Retrouvé en 1373, il a été placé en face du Panthéon, en 1711, par la volonté du pape Clément XI, sur la fontaine de Giacomo della Porta.

#### Obélisque de la villa Celimontana
Parmi les antiquités de la famille Mattei, conservées à la Villa Celimontana sur le Caelius, se trouvait cet obélisque fragmentaire (l'original est seulement la moitié supérieure), datant de l'époque du pharaon Ramsès II. Il a été réédifié dans les jardins en 1820.

#### Obélisque du Pincio
L'obélisque du Pincio (Viale dell obelisco - Pincio) a été réalisé à l'époque d'Hadrien en l'honneur d'Antinoüs, et placé initialement en Égypte ; Héliogabale l'a fait déplacer pour décorer la spina du Cirque de Varus dans sa résidence suburbaine. Découvert au XVIe siècle, à l'extérieur de la Porta Maggiore (à l'endroit de la découverte, près du Mur d'Aurélien, un lieu est appelé « obélisque Aureliano »). C'est seulement en 1822 qu'il fut érigé dans les jardins du Pincio, à la demande du pape Pie VII.

#### Obélisque de Dogali
L'obélisque de Dogali (via delle Terme di Diocleziano) est arrivé à Rome avec l'obélisque du Panthéon et celui de la Minerve, en provenance d'Héliopolis. Il a été retrouvé seulement en 1883 et a été redressé en 1887 par l'architecte Francesco Azzurri en face de la Gare de Rome-Termini pour commémorer les morts de la bataille de Dogali en Érythrée ; en 1925, il a été déplacé vers les jardins de la Via delle terme di Diocleziano.

## Obélisques modernes

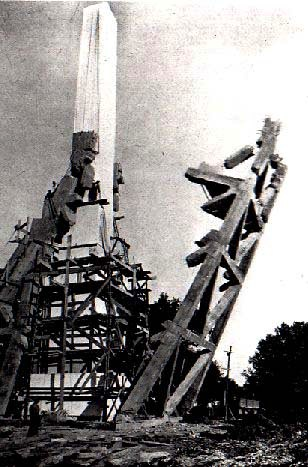
L'érection de l'obélisque de Mussolini en 1932, au Foro Italico.

### Obélisque de la Villa Médicis
L'obélisque de la Villa Médicis faisait partie de la collection des Médicis, conservée à la villa sur le Pincio à Rome. Il a été transporté vers 1790 à Florence, et placé dans les jardins Boboli. Au XIXe siècle, une copie a été réalisée et placée dans les jardins de la villa en remplacement de l'original.

### Obélisques de la Villa Torlonia
Les obélisques de la Villa Torlonia ont été réalisés en granit de Baveno spécialement pour la villa de la famille Torlonia, située via Nomentana, où ils ont été érigés en 1842.

### Obélisque du Foro Italico
L'obélisque du Foro Italico voulu par Renato Ricci, est fabriqué à partir d'un bloc monolithique de marbre de Carrare. Il a été érigé en 1932 devant le complexe sportif du Foro Italico, construit à la base du Monte Mario et qui à l'origine portait le nom de Benito Mussolini, à qui l'obélisque a été dédié. Il fut le dernier grand transport de ce type effectué sur le fleuve Tibre.

### Obélisque de Marconi
Haut de quarante-cinq mètres, l'obélisque de Marconi a été érigé en 1959 au sein du quartier de l'EUR dans le cadre de l'embellissement de la ville à l'occasion des Jeux olympiques de 1960. La structure en béton est recouvert de 92 panneaux sculptés en marbre de Carrare. L'obélisque, l'œuvre de Arturo Dazzi, est dédié à l'inventeur Guglielmo Marconi.

### Obélisque de Pomodoro (duXXIesiècle)
Inauguré le 23 octobre 2004, c'est une sculpture de Arnaldo Pomodoro, située piazzale Pier Luigi Nervi, en face du palais des Sports PalaLottomatica, dans le quartier Europa.

## Galerie d'images

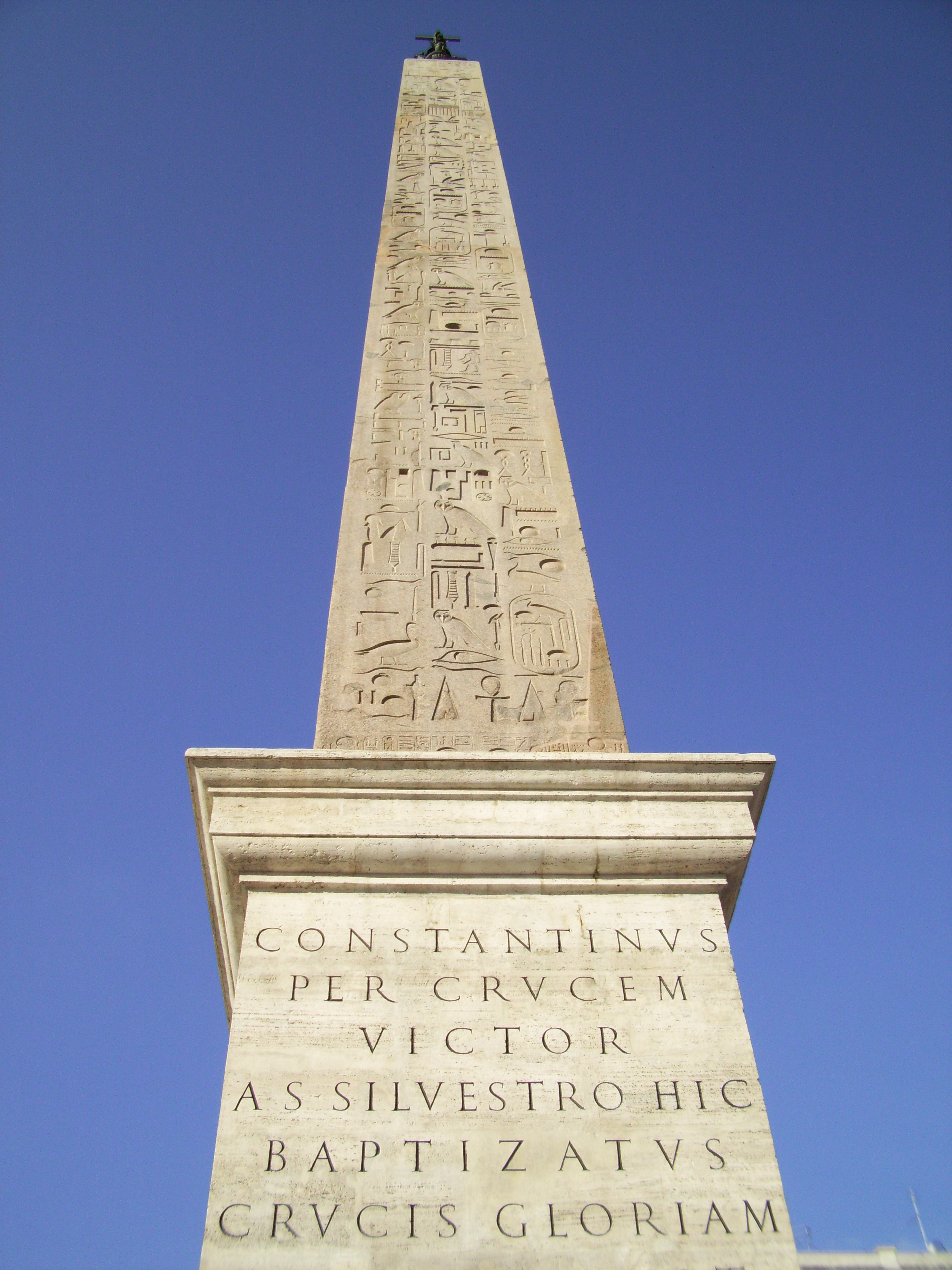
Obélisque du Latran
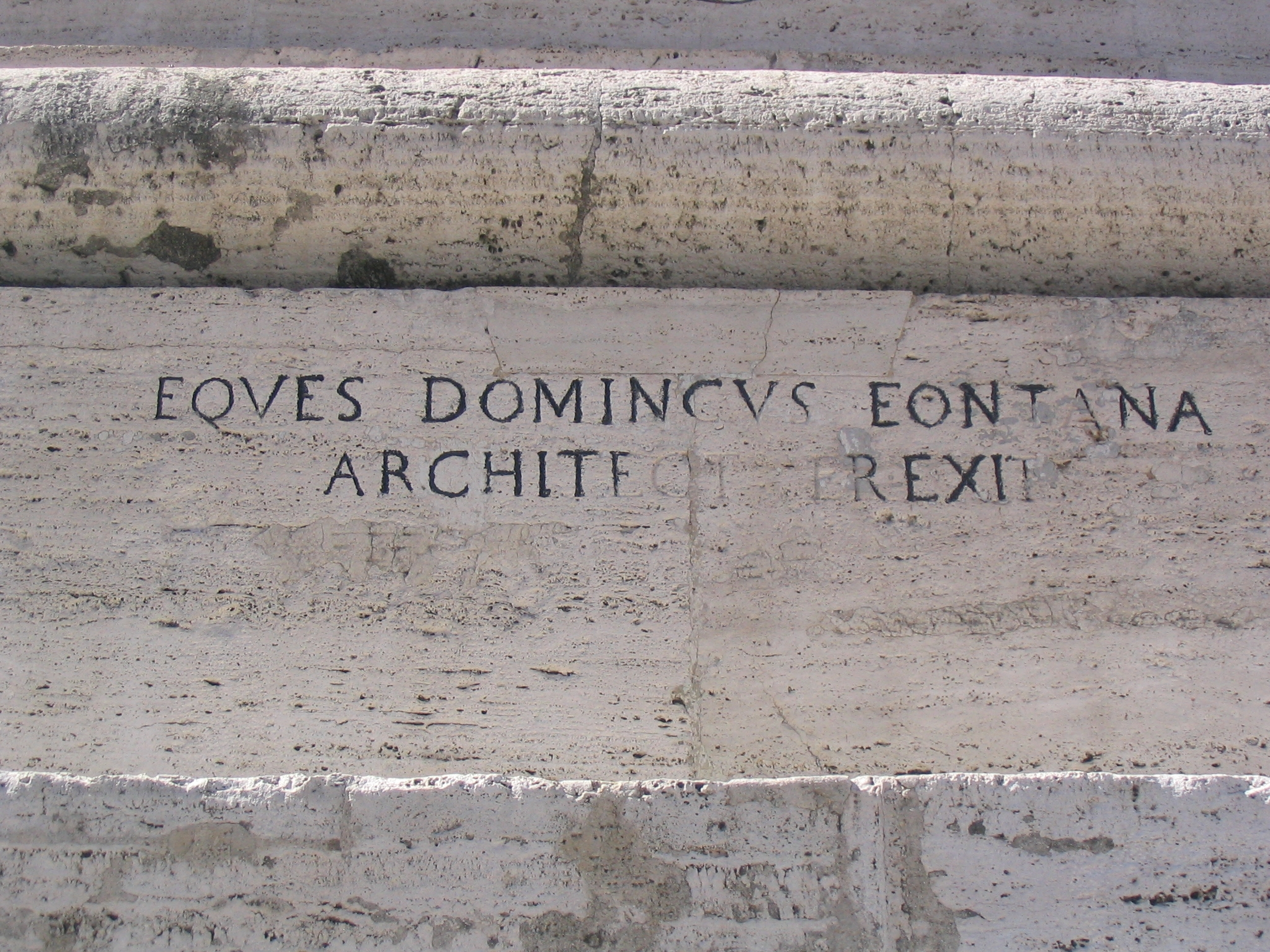
La marque de Domenico Fontana sur le piédestal de l'obélisque du Latran
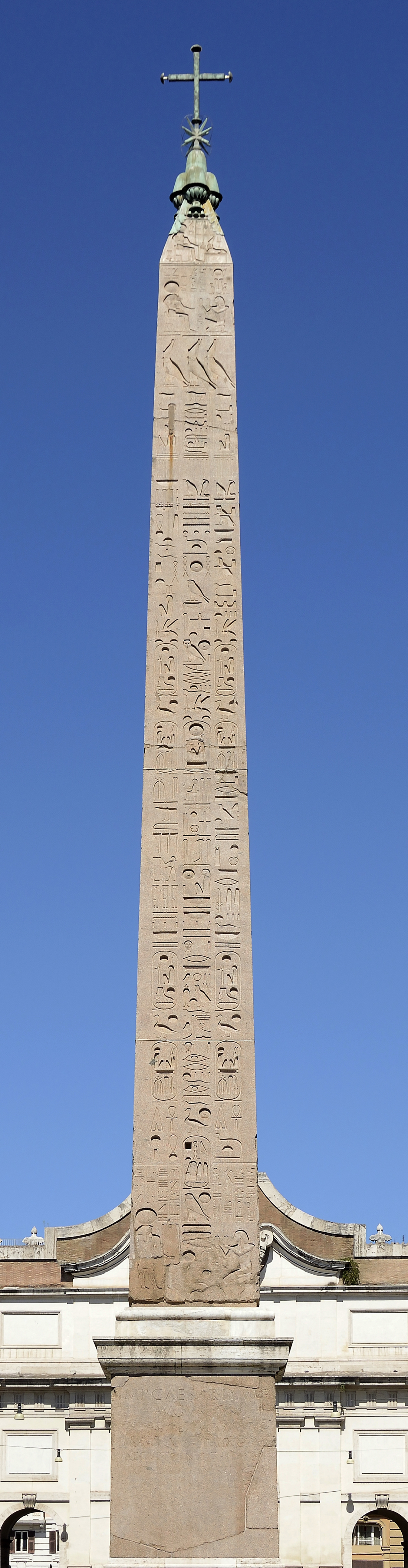
Obélisque Flaminio, piazza del Popolo
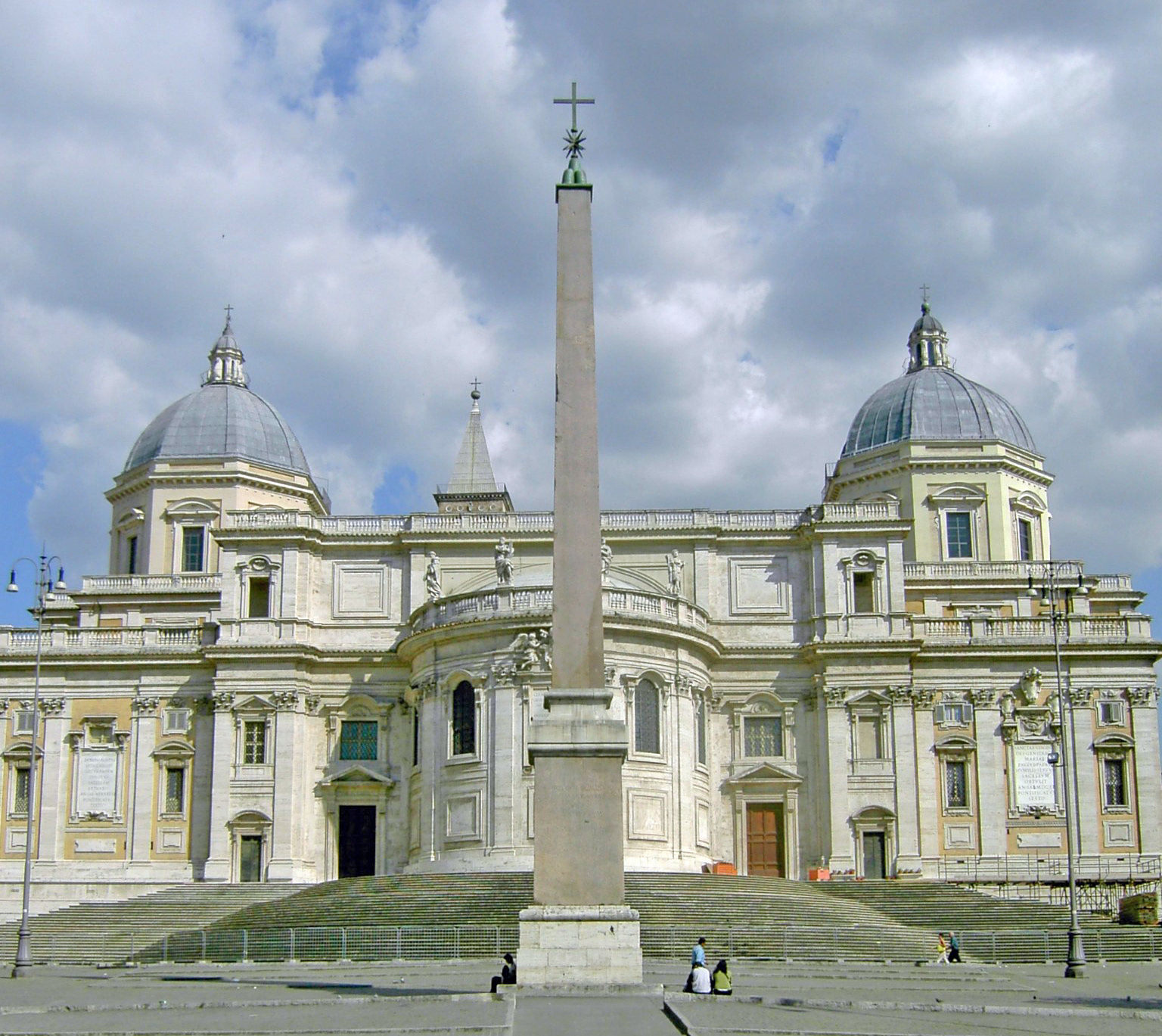
Obélisque de l'Esquilin, devant l'abside de Sainte Marie Majeure
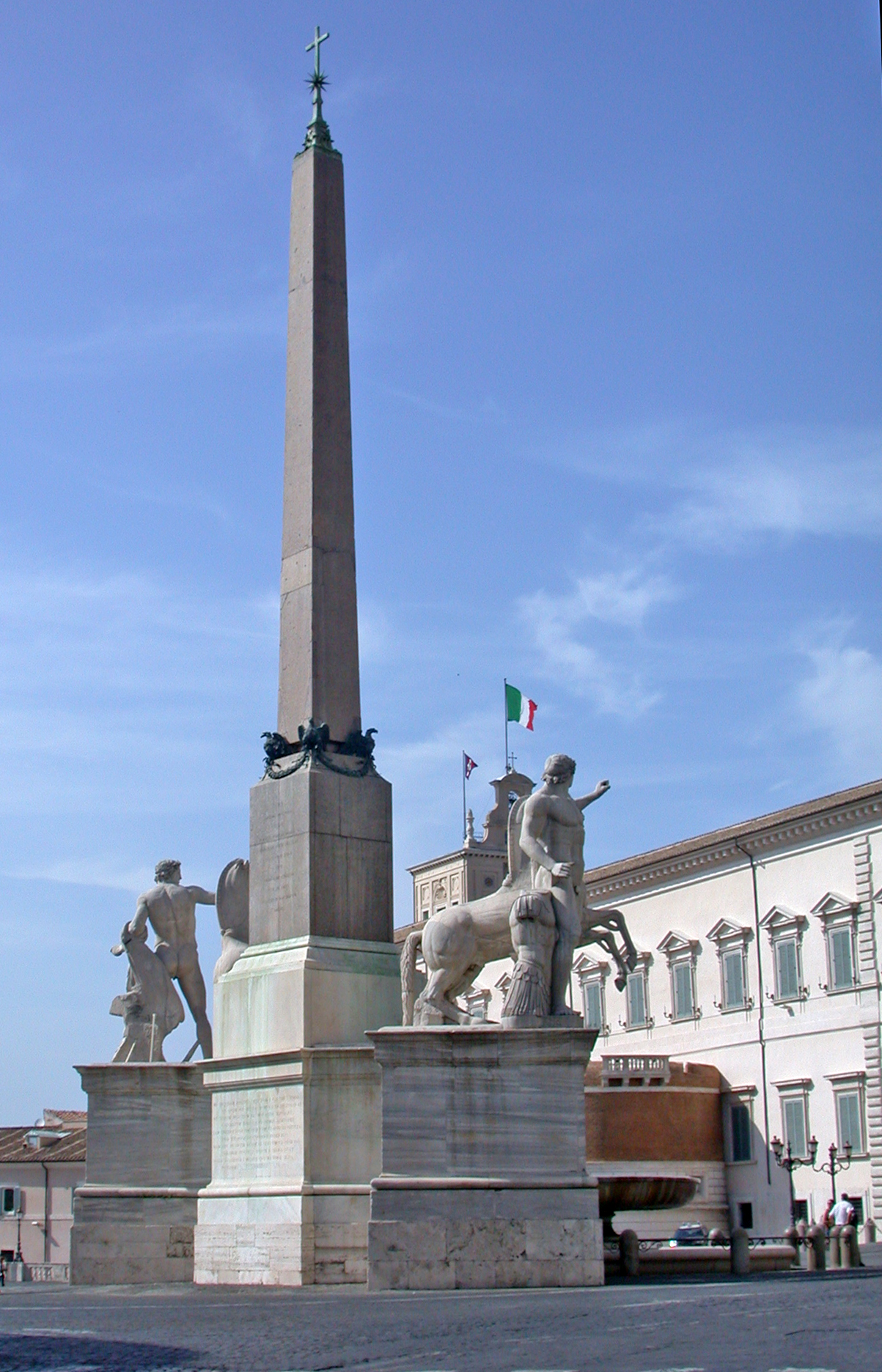
Obélisque de la place du Quirinal
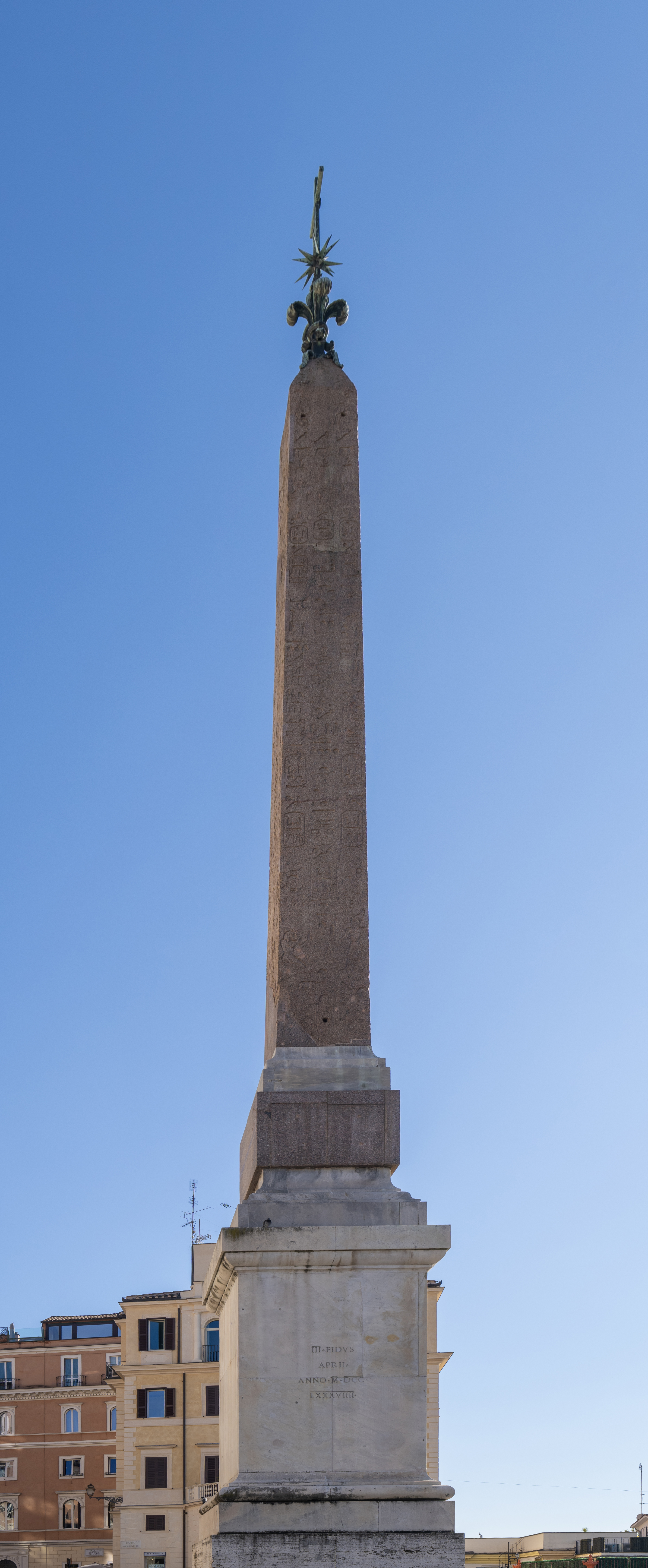
Obélisque de la place de la Trinité des Monts
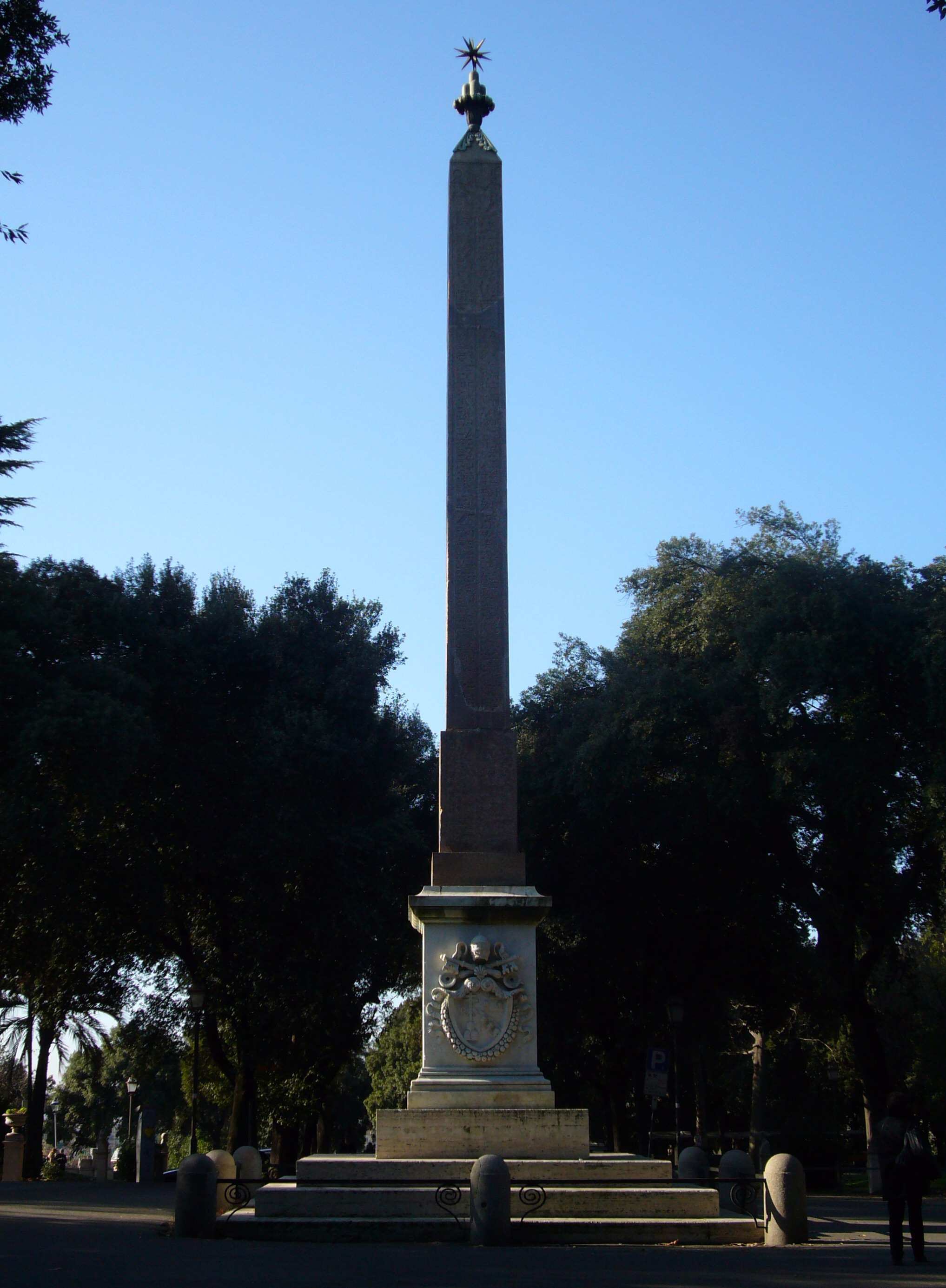
Obélisque du Pincio
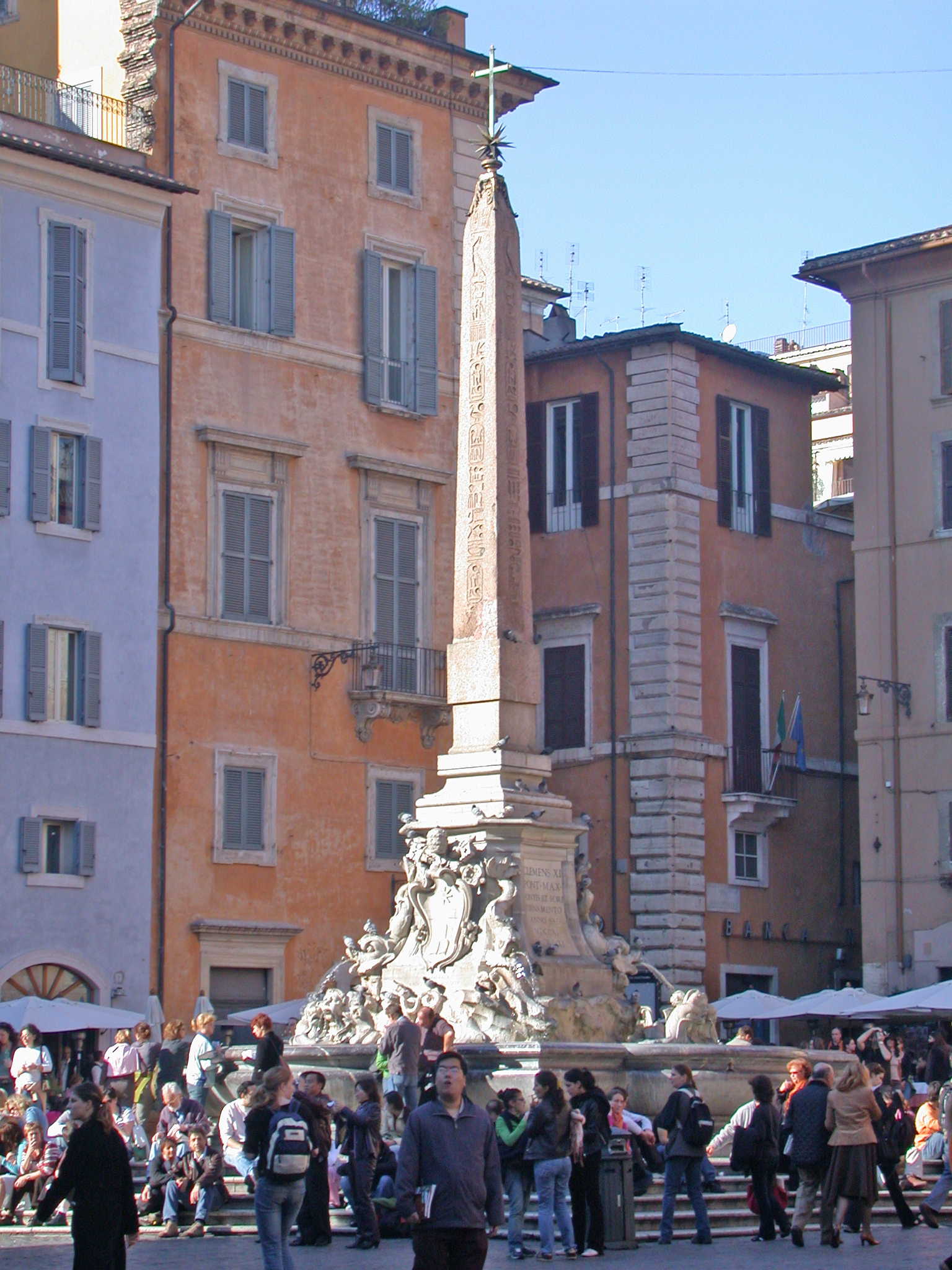
Obélisque du Panthéon
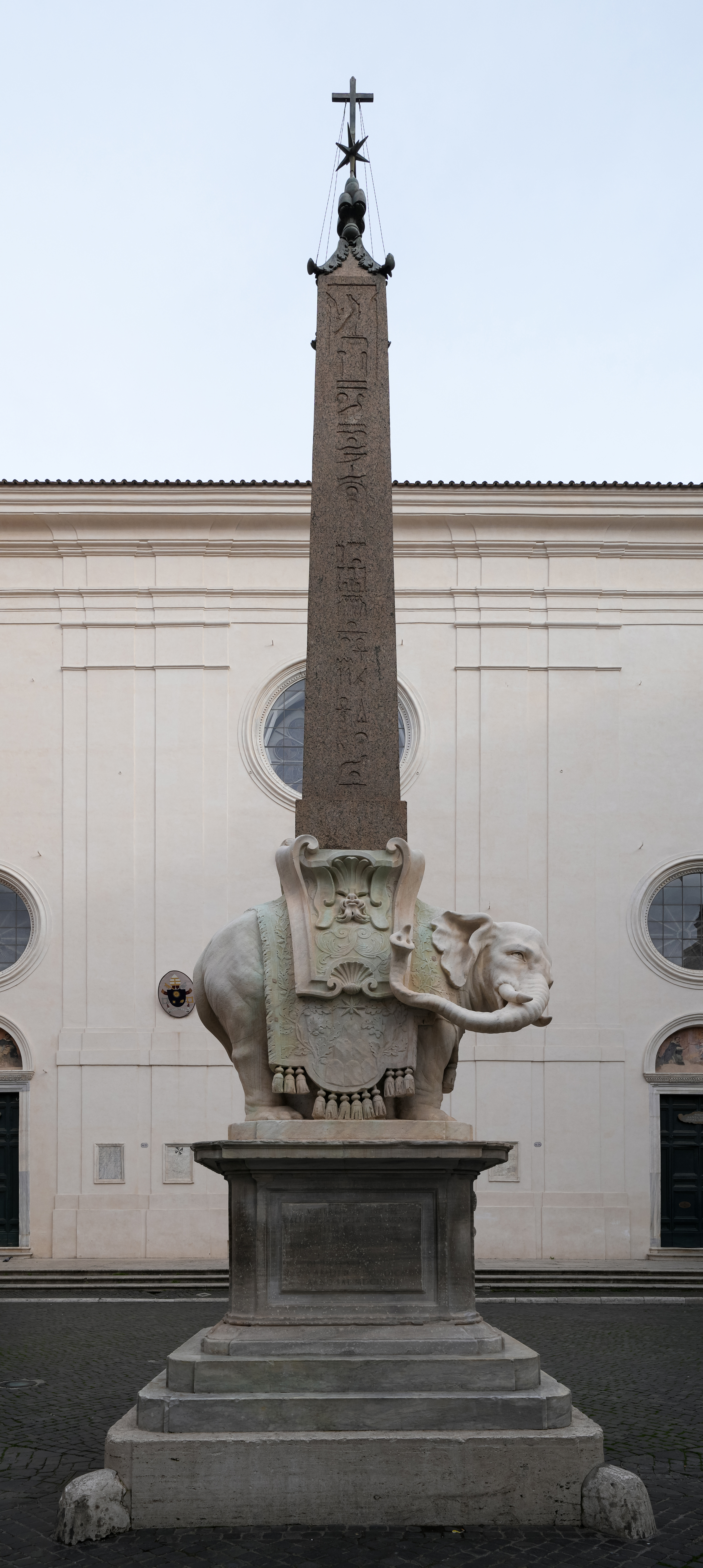
Obélisque de la Minerve
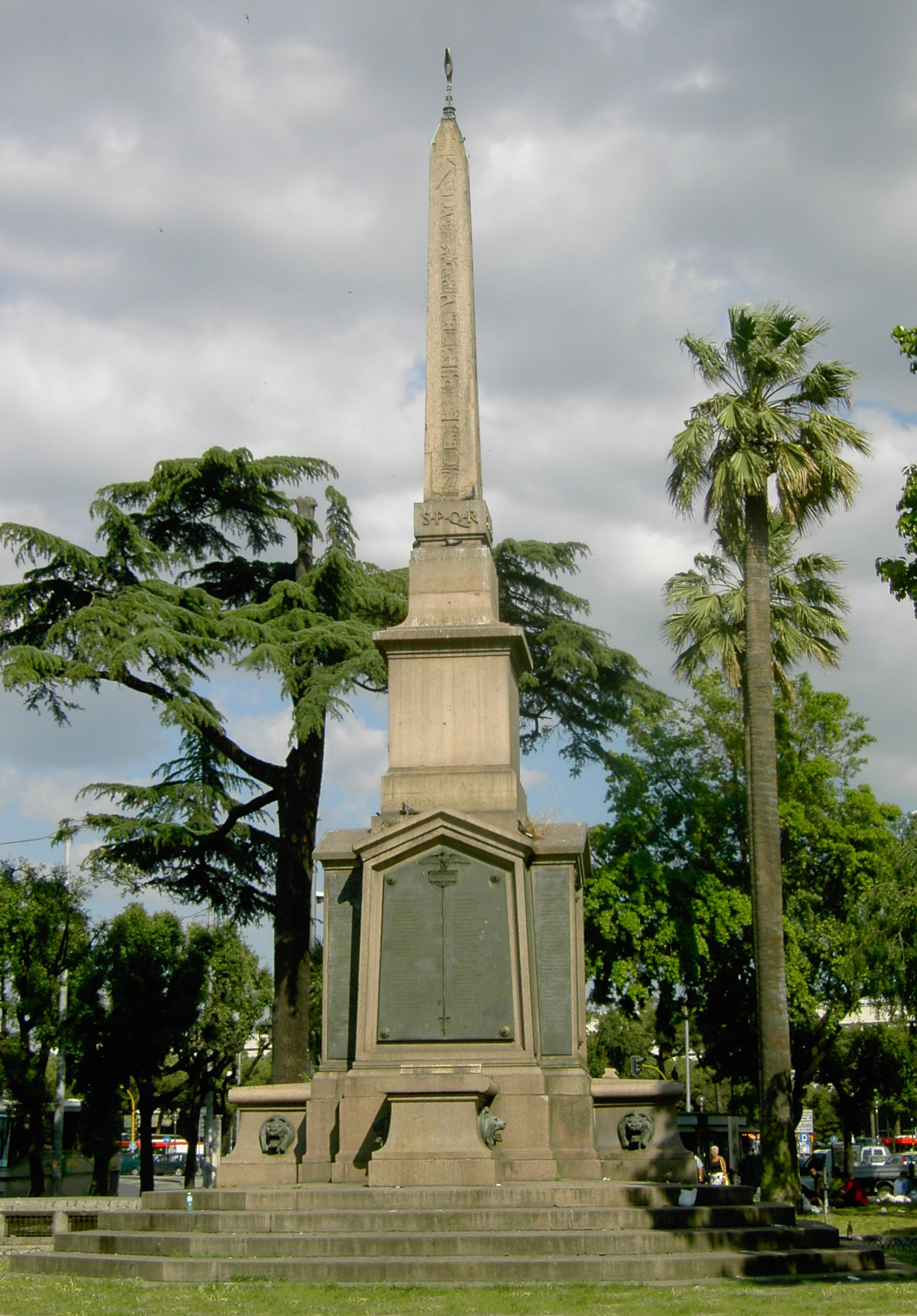
Obélisque de Dogali
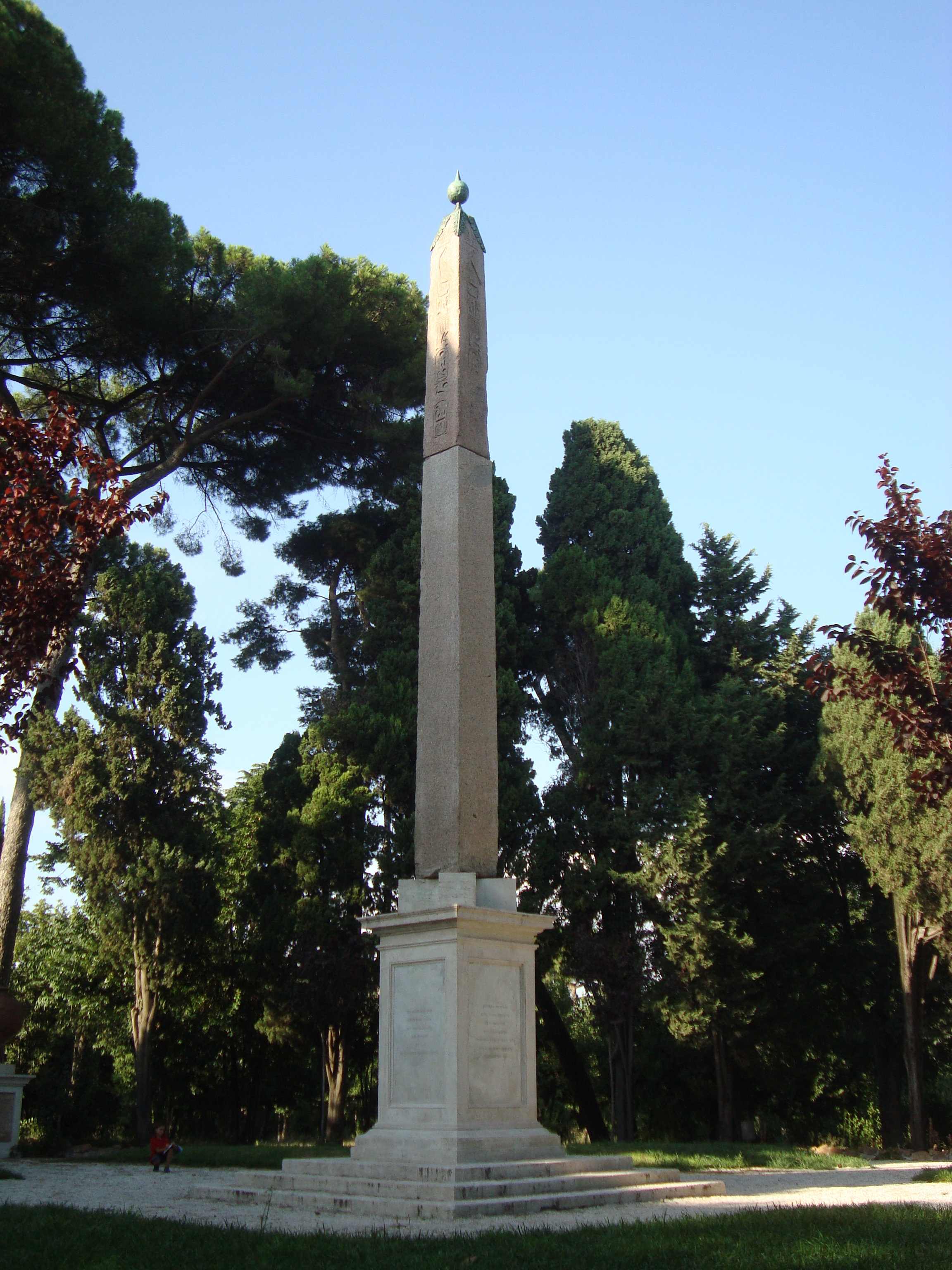
Obélisque de la Villa Celimontana
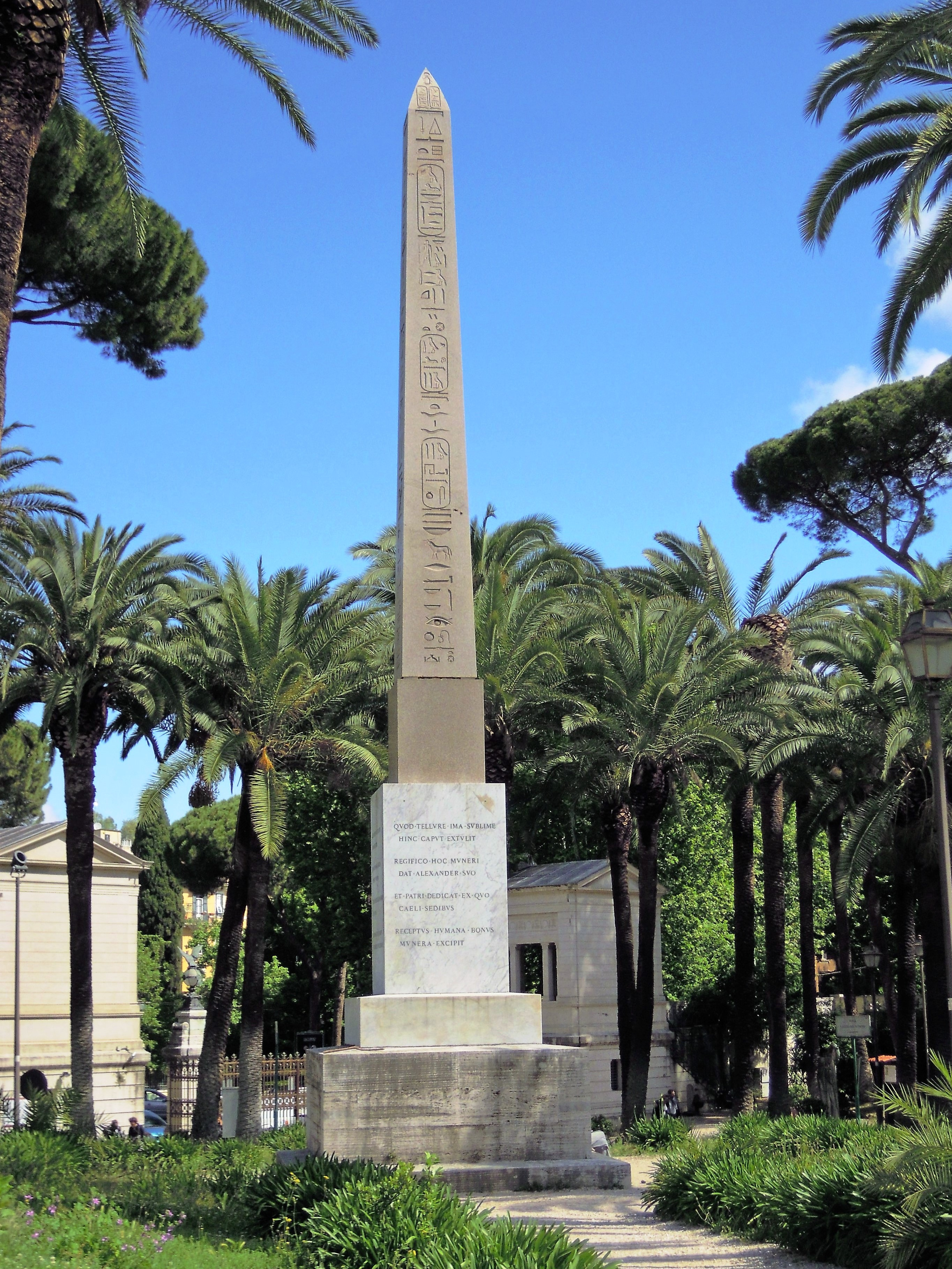
Obélisque de la Villa Torlonia, dédié à Giovanni Torlonia
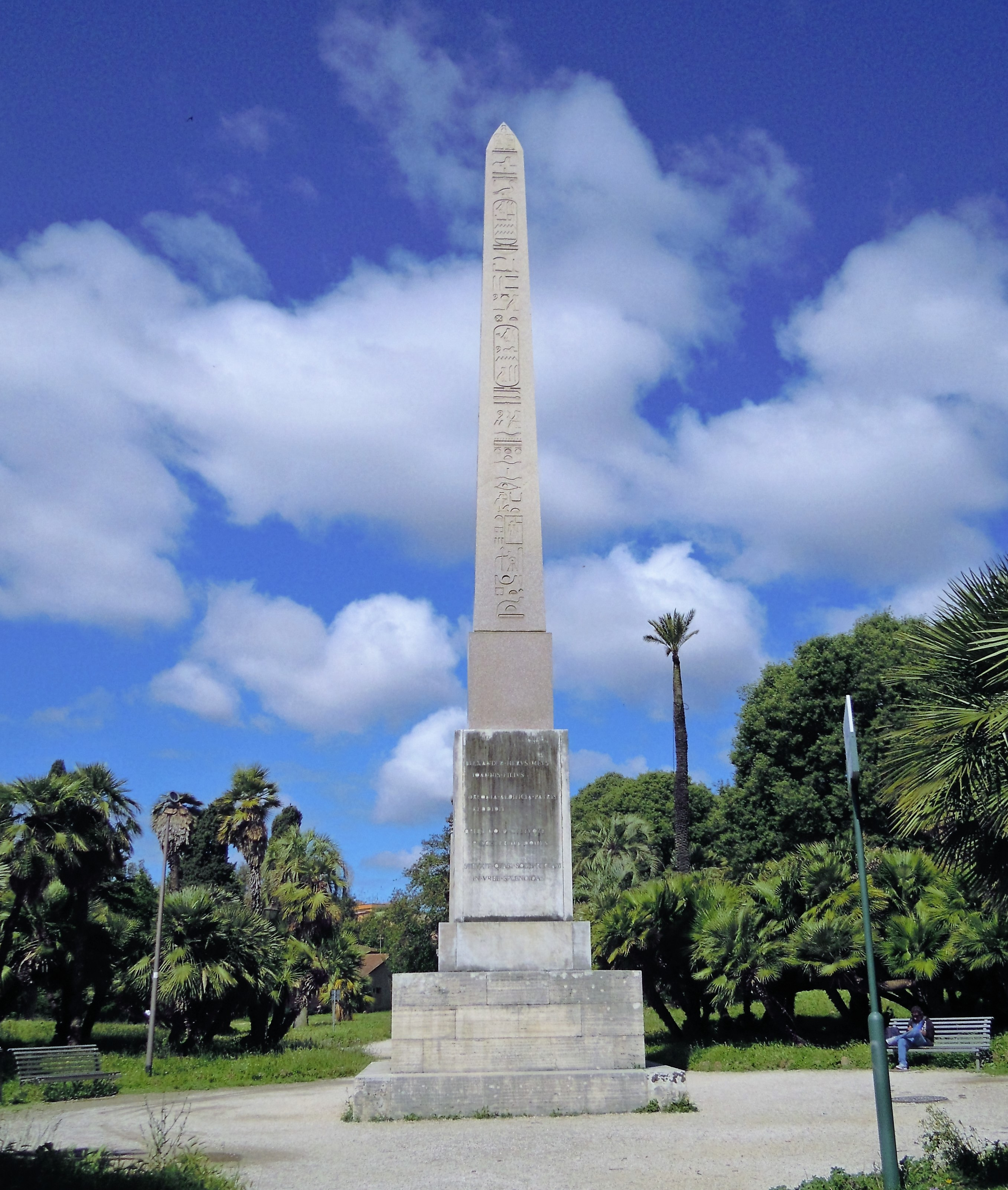
Obélisque de la Villa Torlonia, dédié à Anna Maria Schultheiss
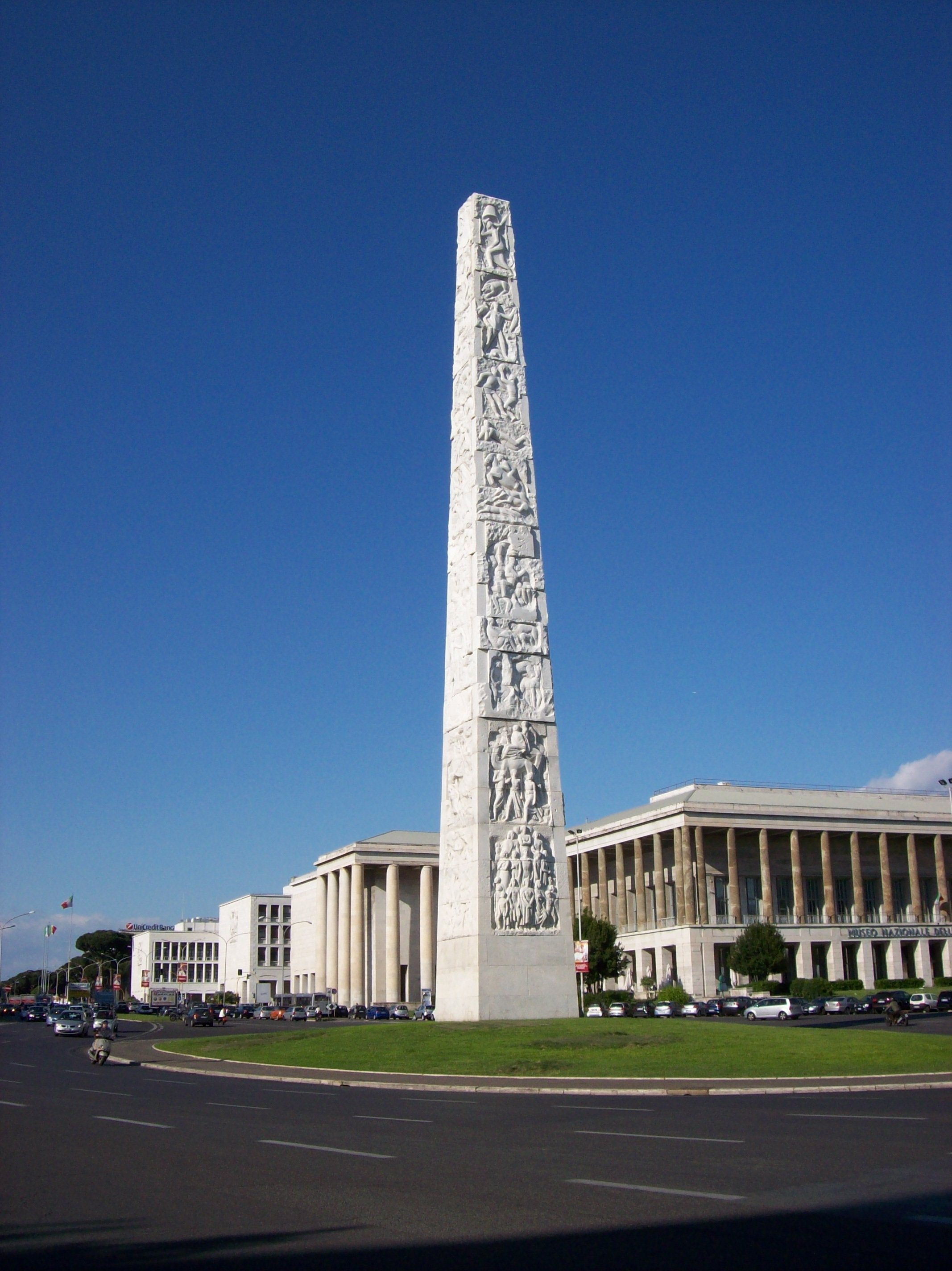
Obélisque dédié à Guglielmo Marconi, dans le quartier de l'EUR